# Баракина, Ксения Александровна
Ксения Александровна Баракина (8 сентября 1997) — российская тяжелоатлетка. Чемпионка России 2025 года, серебряный призёр чемпионата России 2024 года. Мастер спорта России.

## Биография
Родилась 8 сентября 1997 года. Воспитанница Кущевской детско-юношеской спортивной школы. Проходит обучение в Кубанском государственном университете физической культуры, спорта и туризма.
В 2022 году на чемпионате России в Хабаровске в весовой категории до 76 кг стала обладателем малой золотой медали в рывке с результатом 100 кг. Через год на чемпионате России в Новом Уренгое в весовой категории до 71 кг стала бронзовым призёром в упражнении «толчок» с результатом 95 кг.
В 2024 году на чемпионате России, который состоялся в Новосибирске, Ксения завоевала серебряную медаль в весовой категории до 71 кг с результатом 205 кг по сумме двоеборья. В отдельных упражнениях завоевала две малые серебряные медали.
На чемпионате России 2025 года в Санкт-Петербурге в категории до 76 кг стала чемпионкой, зафиксировав сумму двоеборья 215 кг. В рывке была первой, а в толчке второй.

## Основные результаты
| Год  | Соревнования     | Место проведения | Весовая категория | Рывок, кг | Толчок, кг | Сумма, кг | Место |
| ---- | ---------------- | ---------------- | ----------------- | --------- | ---------- | --------- | ----- |
| 2024 | Чемпионат России | Новосибирск      | до 71 кг          | 95        | 110        | 205       | 2     |
| 2025 | Чемпионат России | Санкт-Петербург  | до 76 кг          | 100       | 115        | 215       | 1     |